# Encephalartos msinganus
Encephalartos msinganus är en kärlväxtart som beskrevs av Pieter Johannes Vorster. Encephalartos msinganus ingår i släktet Encephalartos och familjen Zamiaceae. IUCN kategoriserar arten globalt som akut hotad. Inga underarter finns listade i Catalogue of Life.